# سیسیل کاپینگ
سیسیل کاپینگ (انگلیسی: Cecil Copping؛ ۶ ژوئیه ۱۸۸۸ – ۴ ژانویه ۱۹۶۶) آهنگساز مشهور اهل ایالات متحده آمریکا بود. او در فیلم‌های مطرح زیادی از جمله؛ گوژپشت نتردام، شاهین دریا، پتنت لتر کید، جهان گم‌شده، شیکاگو، زندگی خصوصی هلن تروی، بانوی الهی، کشیدن و بربادرفته آهنگ‌سازی کرده‌است. از آثار شناخته شده او میتوان به زمان لیلاک اشاره کرد.